# Pelotão Mariana Grajales
O Pelotão Mariana Grajales (em castelhano:  Pelotón Mariana Grajales), também conhecido como Las Marianas, foi uma pequena unidade militar exclusivamente feminina criado por Fidel Castro, Celia Sánchez e Haydée Santamaría durante o Movimento 26 de Julho em 4 de setembro de 1958, em homenagem à ícone cubana Mariana Grajales Cuello que serviu na Guerra da Independência de Cuba.

## História
Depois que um grupo de mulheres liderado por Isabel Rielo implorou a Fidel Castro para criar uma unidade feminina, Castro convocou os líderes do exército rebelde para um debate em 3 de setembro de 1958. Após sete horas de discussão, por volta da 1:00h da manhã Fidel autorizou a criação do pelotão. Isabel Rielo foi selecionada para liderar o pelotão como resultado de um teste de tiro.
Estima-se, segundo vários relatos, que as mulheres constituíam apenas cerca de 5% do total das forças rebeldes durante a Revolução Cubana. Assim, o Pelotão Mariana Grajales, composto por 13 jovens mulheres, compondo assim apenas um grupo de combate, era um componente único do exército revolucionário. As Marianas eram armadas com carabinas M1.
O pelotão se destacou na vitória dos rebeldes em 28 de setembro de 1958 sobre as forças de Fulgencio Batista em Cerro Pelado (perto da atual Bartolomé Masó), após uma batalha de três dias. Após a vitória em janeiro de 1959, os membros do pelotão trabalharam para construir escolas na parte montanhosa do leste de Cuba.
Dickey Chapelle foi uma fotojornalista americana que relatou a Revolução Cubana e observou o pelotão do lado dos rebeldes  O primeiro combate das Marianas ocorreu no dia 27 de setembro em Cerro Pelado, postadas numa curva por onde poderiam chegar reforços inimigos. Em seu livro La contraofensiva estratégica, Fidel observou que o fizeram “(…) suportando firmemente, sem sair de sua posição, o bombardeio dos tanques Sherman”.
Em 4 de setembro de 1988, no 30º aniversário da fundação do pelotão, um evento comemorativo foi realizado na sede do Regimento de Artilharia Antiaérea Feminina. O evento foi presidido por Vilma Espín, presidente da Federação das Mulheres Cubanas, e o General-de-Corpo Julio Casas Regueiro das Forças Armadas Revolucionárias. Além de veteranas do pelotão e outros dignatários, esteve presente Nguyễn Thị Định, membro  do Comitê Central do Partido Comunista do Vietnã e presidente da Federação de Mulheres Vietnamitas. O General Julio Casas, ele mesmo um capitão no exército rebelde, declarou que "...A confiança de Fidel nas mulheres cubanas tornou-se, desde (a fundação da unidade), parte da ideologia da Revolução."

## Membros
| Nº | Nome                       | Detalhes             | Ref.   |
| -- | -------------------------- | -------------------- | ------ |
| 1  | Isabel Rielo Rodríguez     | Comandante           |        |
| 2  | Delsa Esther "Teté" Puebla | Subcomandante        |        |
| 3  | Olga Guevara Pérez         |                      |        |
| 4  | Eva Palma Rodríguez        |                      |        |
| 5  | Lilia Rielo Rodríguez      |                      |        |
| 6  | Rita García Reyes          |                      |        |
| 7  | Angelina Antolín Escalona  |                      |        |
| 8  | Edemis Tamayo Núñez        |                      |        |
| 9  | Norma Ferrer Benítez       |                      |        |
| 10 | Flor Pérez Chávez          |                      |        |
| 11 | Juana Peña Peña            |                      |        |
| 12 | Orosia Soto Sardiña        |                      |        |
| 13 | Ada Bella Acosta Pompa     |                      |        |
| -  | Clodomira Acosta Ferrales  | Honorária, executada | [ 13 ] |